# Sri Lanka... my Shangri-La (album van Jack Jersey)
Sri Lanka... my Shangri-La is een muziekalbum van Jack Jersey uit 1980.
Nadat hij enkele jaren minder succes had gehad, werd de titelsong van dit album zijn grootste hit, met hitnoteringen in Nederland, België, Duitsland, Oostenrijk en Zwitserland. Woman, een ander lied van dit album dat op een single terechtkwam, bereikte de hitlijsten van Nederland en België.
Het succes van dit album bleef beperkt tot Nederland, met een nummer 38-notering in de Album Top 40 van Veronica. Het stond bij elkaar 8 weken in deze lijst genoteerd.

## Nummers
| Nr. | naam                       | schrijver                                | duur |
| --- | -------------------------- | ---------------------------------------- | ---- |
| A1  | Sri Lanka... my Shangri-La | Jack de Nijs, Milly Trap en K. Naar      | 4:00 |
| A2  | Moon of the blues          | Jack de Nijs, Milly Trap en K. Naar      | 3:32 |
| A3  | Since you've been gone     | Jack de Nijs en Milly Trap               | 3:27 |
| A4  | Please don't go            | Jack de Nijs en K. Naar                  | 2:58 |
| A5  | Gone                       | Jack de Nijs                             | 3:15 |
| B1  | Sheila                     | Jack de Nijs en Milly Trap               | 2:53 |
| B2  | I can't help thinkin'      | Jack de Nijs, Milly Trap en E. Benton    | 3:36 |
| B3  | Woman                      | Jack de Nijs, Milly Trap en K. Naar      | 3:02 |
| B4  | You're the one             | Jack de Nijs en Milly Trap               | 3:05 |
| B5  | It's a beautiful day       | Jack de Nijs, Milly Trap en Frank Reemer | 3:00 |